# سرخس بندکفشی پادراز
سرخس بندکفشی پادراز (نام علمی: Vittaria longipes) نام یک گونه از سرده سرخس بند کفشی است.